# Gestione degli obiettivi
La gestione degli obiettivi (goals management) è caratterizzata da un insieme di tecniche per la definizione e la gestione dell'obiettivo che prendono spunto dagli assunti teorici della psicocibernetica.

## Origini: la psicocibernetica
Per parlare di gestione degli obiettivi è necessario partire dagli assunti di Maxwell Maltz, un medico americano specializzato in chirurgia plastica, il quale scoprì che un obiettivo è tanto più raggiungibile quanto più la persona che lo ha ideato lo sposa anche a livello inconscio. 
Maltz riscontrò che anche dopo essersi sottoposti a un intervento di chirurgia plastica, alcuni pazienti continuavano a sentirsi esteticamente non attraenti. In altre parole il problema continuava a esistere nella loro mente. Viceversa, in altri pazienti riscontrò un notevole rafforzamento della loro autostima successivamente all'intervento. La differenza tra le due categorie di pazienti era riscontrabile nelle loro rappresentazioni interne. Comprese dunque che alla base della nostra percezione della realtà esistono non solo processi mentali consci, ma anche processi inconsci, questi ultimi particolarmente efficaci nel condizionare l'immagine di sé e della realtà circostante. Elaborò così una nuova tecnica psicologica denominata psicocibernetica, ovvero l'arte di saper manovrare la mente, partendo dal presupposto che la mente funziona come un missile intelligente: una volta programmata verso un obiettivo ben preciso, mette in atto dei meccanismi automatici per il raggiungimento del “bersaglio”. Per far questo il missile dovrà conoscere l'obiettivo da raggiungere e la sua traiettoria dovrà essere programmata in modo da incontrare il minor numero possibile di ostacoli. Va inoltre detto che analogamente al funzionamento del missile, anche la mente umana registra le strategie che si sono rivelate efficaci nel tempo e le mantiene in memoria fino a quando non si presenta l'occasione per applicarle nuovamente. 
Tutto ciò secondo Maltz è possibile se la mente viene programmata attraverso un approccio integrato tra “ragione e sentimento”, ovvero coniugando la parte razionale con quella emozionale del nostro cervello.

## Caratteristiche di un buon obiettivo
Secondo gli assunti della gestione degli obiettivi, oltre a garantire un equilibrio tra mente e cuore, un obiettivo per essere ben formulato deve possedere 6 caratteristiche:
- Precisione: l'obiettivo deve essere chiaro, preciso e misurabile.
- Motivazione: l'obiettivo deve motivare, quindi avere degli effetti che possano generare benefici per la persona che lo persegue.
- Sensorialità ed emozionalità: l'obiettivo deve diventare un oggetto interno ed essere percepito a livello sensoriale attraverso immagini, suoni e sensazioni al fine di produrre in noi delle emozioni positive.
- Controllabilità: l'obiettivo deve essere controllabile in modo proattivo. Il soggetto che lo ha formulato deve poter essere responsabile della sua gestione e del suo raggiungimento.
- Verificabilità: l'obiettivo deve essere verificabile nelle sue fasi intermedie. Questa è una caratteristica fondamentale, poiché durante le procedure di verifica si ha modo di constatare l'andamento della strategia di goals management e di modificarla qualora si stia discostando dall'obiettivo prefissato.
- Ecologia: l'obiettivo deve garantire il mantenimento dell'equilibrio interno senza entrare in conflitto con i valori e le credenze alla base della propria identità.

A queste caratteristiche dell'obiettivo ne vanno aggiunte altre due che riguardano la raggiungibilità e la definizione temporale. Quest'ultima legata alla necessità di definizione dei tempi di inizio, di verifica e di raggiungimento dell'obiettivo. 
La raggiungibilità invece si riferisce al grado di realismo dell'obiettivo, ovvero a quanto sia realisticamente raggiungibile. Questo aspetto può condizionare anche l'efficacia della migliore strategia in quanto un obiettivo ritenuto poco realistico induce nel soggetto scetticismo e demotivazione congiuntamente ad aspettative di fallimento.

### Esercizio d'immaginazione dei risultati
Un modo per visualizzare bene l'obiettivo è immaginare di raggiungerlo. L'ipotesi si basa sull'assunto che, nel momento in cui si immagina di raggiungerlo, un buon obiettivo genera sentimenti di benessere e felicità poiché la mente umana non sembra percepire la differenza tra ciò che si sperimenta realmente e ciò che si immagina di sperimentare. 
L'esercizio si svolge nel seguente modo: supponendo come esempio l'obiettivo di riuscire ad acquistare una nuova casa, il soggetto potrà immaginare la casa che desidera, i suoi arredamenti, la disposizione delle stanze, tutti i dettagli relativi alle attività che vi svolgerà ogni giorno (le cene che vi potrà organizzare con gli amici, le serate da trascorrere sul divano con la famiglia, ecc.), con chi, quando, le proprie sensazioni, i pensieri, le gioie, i successi e le frustrazioni.  
L'immaginazione può così essere un valido strumento per focalizzare l'obiettivo ed essere certi che si stia perseguendo l'obiettivo giusto.

## Programmazione e gestione dell'obiettivo
La gestione di un obiettivo è un'operazione molto complessa e delicata poiché caratterizzata da una serie di variabili interdipendenti tra loro. 
Prima di tutto occorre definire in maniera chiara l'obiettivo e i motivi per cui si desidera raggiungerlo. Solo dopo si può procedere alla programmazione delle strategie di gestione dell'obiettivo, che prevede sei fasi: 
- Creazione dell'obiettivo: definizione dell'obiettivo e dello scopo. Un vero obiettivo è diverso da un sogno o da un desiderio, i quali sono la rappresentazione mentale di qualcosa di desiderabile ma per cui non è stato formulato alcun piano di realizzazione.
- Controllo di congruenza interna: è necessario che l'obiettivo sia congruente con le proprie credenze e i propri valori. Si tratta di una fase cruciale poiché credenze e valori dialogano direttamente con il nostro sistema nervoso impartendo ordini e indicazioni. Se non si crede di poter raggiungere un obiettivo, il sabotaggio interno è quasi garantito. Pertanto nel perseguimento di un obiettivo è importante depotenziare quelle credenze che agiscono a svantaggio dell'obiettivo (le cosiddette credenze chiuse) tenendo in considerazione che esse possono essere influenzate da tre generi di fattori: l'ambiente, gli eventi indiretti e le esperienze dirette. Di fronte ad una credenza del tipo “non credo di poter riuscire a …” è fondamentale indagare i motivi per cui si è arrivati a credere nel proprio insuccesso, quindi associare l'obiettivo a delle credenze di tipo opposto (credenze aperte). È importante tenere sempre a mente che le credenze non sono un dato di fatto, le credenze si scelgono e possono essere modificate in funzione del raggiungimento di un obiettivo. Analogamente,  affinché l'obiettivo sia raggiungibile dovrà essere congruente anche con i propri valori (ciò che si ritiene veramente importante). La domanda fondamentale sarà quindi: “cosa deve accadere nel raggiungimento dell'obiettivo x affinché  soddisfi il mio valore y?”. Se l'obiettivo possiede le caratteristiche della risposta a tale domanda e contestualmente supera il vaglio delle credenze, allora è un obiettivo raggiungibile e ben programmato.
- Definizione delle strategie: la strategia è l'insieme di azioni programmate per il raggiungimento dell'obiettivo. Una strategia efficace prevede prima di tutto la definizione dei tempi, quindi l'identificazione delle cosiddette “miles stone” (pietre miliari), ovvero dei micro-obiettivi che possano consentire di effettuare periodicamente una verifica e di non deviare dalla traiettoria dell'obiettivo. Fatto questo, occorre definire la data di partenza del piano d'azione. In proposito, è consigliabile stabilire una data non immediatamente vicina nel tempo. Ciò permette di avere ancora un po' di tempo a disposizione per riflettere sull'obiettivo prima di mettere in atto la strategia per il suo raggiungimento. Una tendenza tipica dell'uomo consiste nell'utilizzare sempre la stessa strategia in funzione di obiettivi simili. Tuttavia questa via d'azione non sempre è vincente, pertanto nella fase di definizione di una nuova strategia si dovrebbe cominciare col mettere in discussione una strategia utilizzata precedentemente, evidenziandone punti deboli e aree di miglioramento. La fase successiva consiste nell'attivare un processo di brainstorming che stimoli la creatività individuale per la definizione di una strategia innovativa.
- Decisione: questa fase non è per nulla scontata, in quanto alla base di molti fallimenti c'è proprio l'indecisione. I fattori alla base della “non decisione” possono essere di diverso tipo, primo fra tutti la paura: in ogni soggetto è insita una resistenza al cambiamento in quanto fattore portatore di innovazione ma anche di instabilità per l'abbandono di una situazione nota per una ignota. Un altro ostacolo alla decisione è parimenti rappresentato dalla mancanza di abitudine a prendere decisioni, tipica dei soggetti che tendono a subire passivamente gli eventi dettati dall'ambiente circostante. È invece necessario decidere e più in particolare decidere dove si vuole arrivare e quando iniziare a mettere in atto la strategia predeterminata. In questa fase, alcuni accorgimenti possono consistere nel:

1. Rivedere il piano economico dell'obiettivo, sia in termini di giustizia emotiva che economica.
2. Visualizzare il futuro senza l'obiettivo. Questa visualizzazione permette di provare un certo grado di “dolore emotivo” che può funzionare da spinta motivazionale.
3. Essere puntuali e rispettare la data di partenza del piano d'azione.
4. Creare dei vincoli esterni, come ad esempio comunicare alla propria famiglia che si sta per mettere in atto un piano per raggiungere un certo obiettivo.

- Azione: le decisioni non esistono finché non esistono le azioni corrispondenti. Quindi una strategia diventa effettivamente reale solo nel momento in cui vengono messe in atto le azioni da essa prevista. È utile a questo proposito considerare che il sistema cibernetico non prevede azioni negative, nel senso che ogni tipo di azione – anche quella apparentemente fallimentare - porta sempre ad un risultato. Anche qualora questo non sia congruente con il risultato atteso, sarà possibile mettere in atto dei processi di modifica per riconvergere verso l'obiettivo desiderato. Ricordando sempre che l'approccio è elastico ma l'obiettivo è rigido.
- Arrivo a meta: il raggiungimento dell'obiettivo è sicuramente un momento da celebrare ma tale momento può diventare la fonte di ulteriore apprendimento e crescita personale se utilizzato per rivedere le credenze a supporto dell'obiettivo e magari espanderle in funzione di un nuovo e più importante obiettivo. Partendo dal presupposto che nessun obiettivo è perfetto, si può  ripercorrere la strategia utilizzata e riflettere su come migliorarla ulteriormente.

## L'approccio dell'Incertezza Positiva alla gestione degli obiettivi
L'approccio dell’Incertezza Positiva è un approccio sperimentale al processo decisionale. Il suo carattere versatile e creativo, dovuto anche alle influenze di altri approcci – quali la tecnologia della follia di James March – è una risposta critica ai tipici approcci razionali alle decisioni, che postulano un obiettivo preciso e concentrazione focalizzata sul bersaglio. Nell'Incertezza Positiva la parola chiave è flessibilità. Se per l'approccio tradizionale il paradigma è “approccio flessibile e obiettivo rigido”, infatti, nel caso dell'Incertezza Positiva anche l'obiettivo può essere flessibile in considerazione dell'incertezza delle azioni e degli esiti che lo caratterizzano. Questo perché l'ambiente in cui agisce il soggetto che prende decisioni è un ambiente dinamico, mutevole e ricco di paradossi, che possono mutare la traiettoria delle strategie e portare il soggetto a scoprire nuove possibilità che non aveva considerato e che a volte si rivelano più desiderabili dell'obiettivo predefinito. Pertanto si rende necessario lo sviluppo di uno stile decisionale “pratico-magico”, ovvero che coniughi un approccio alle decisioni razionale ad uno spontaneo e creativo. Il decision making nell'Incertezza Positiva non dovrebbe essere solo uno strumento per ottenere ciò che si vuole – come stabilisce l'approccio classico – ma anche per scoprire cosa si vuole. Per cui un processo efficace di presa di decisioni dovrebbe essere un processo di realizzazione delle proprie finalità e parallelamente di scoperta delle stesse. A tal proposito, l'Incertezza Positiva divide il processo decisionale in tre parti, che corrispondono a ciò che si dovrebbe sapere prima di prendere una decisione, ma anche a ciò che non si sa: 
- Le azioni che si possono intraprendere;
- Gli esiti potenzialmente raggiungibili dalle azioni che si possono intraprendere;
- L'incertezza fra le azioni e gli esiti.

Analogamente, stabilisce quattro principi paradossali dell'approccio alla gestione degli obiettivi: 
1. Essere focalizzati e flessibili su ciò che si vuole per essere rivolti verso la meta ma non condizionati da essa;
2. Essere consapevoli e cauti in ciò che si sa, in quanto le decisioni sono influenzate da ciò che si crede e si ritiene importante. Tuttavia nuove informazioni possono portare alla rielaborazione di quelle acquisite precedentemente e parallelamente della decisione e dell'obiettivo da raggiungere. Una mente aperta è la condizione ideale per apprendere e valutare al meglio nuove decisioni. Pertanto nel processo di presa di decisioni bisognerebbe essere consapevoli di ciò che si potrebbe fare, di quel che potrebbe accadere e del grado di probabilità e importanza di ciò che potrebbe capitare.
3. Essere obiettivi e ottimisti rispetto a ciò che si crede dando valore profetico alle proprie convinzioni, poiché la definizione di un obiettivo è fatta in parte dall’occhio dell'osservatore (ciò che vede) e in parte dall’io dell'osservatore (le sue credenze, i suoi valori, i suoi pensieri. Visualizzare e credere nel successo delle proprie azioni è il presupposto essenziale per far sì che esse assumano il valore di profezie autoavverantesi.
4. Essere pratici e magici rispetto a ciò che si fa, sviluppando un repertorio di metodi intuitivo-razionali che coinvolgano entrambi gli emisferi del cervello (creativo e razionale) nei processi decisionali. In questo senso, l'autoanalisi può rivelarsi un valido strumento per prendere coscienza dei propri metodi di decisione – che ad esempio possono variare dalla tendenza alla sicurezza, alla fuga, all'impulsività o ancora alla remissività – e rielaborarli in funzione dell'obiettivo.

In sintesi, utilizzare l'Incertezza Positiva in un processo decisionale creativo vuol dire usare un insieme di metodi che permettano un approccio versatile e flessibile verso le scelte e che favoriscano un processo di apprendimento e di adattamento rispetto al cambiamento.

### Le domande “Che altro”  e la Tecnica dei sei cappelli pensanti
Una tecnica creativa utile per una corretta definizione delle strategie consiste nell'individuazione di tutte le possibili azioni e dei risultati di una strategia di azione attraverso l'adozione delle domande “Che altro”. Porsi domande come “Che altre azioni potrei prendere in considerazione?” e “Che altri esiti si potrebbero avere?” - nel corso di una sessione di brainstorming individuale - permette di esercitare la mente e di considerare nuove possibilità di azione per il raggiungimento di un obiettivo. 
Questa tecnica può essere rafforzata se usata congiuntamente a quella dei sei cappelli pensanti, ideata da Edward De Bono: per l'autore, espandere l'universo di ciò che si sa e si crede è possibile indossando alternativamente sei cappelli diversi, ognuno corrispondente a un tipo di pensiero:
- Cappello bianco – Pensiero obiettivo
- Cappello rosso – Pensiero emotivo
- Cappello nero – Pensiero negativo
- Cappello giallo – Pensiero positivo
- Cappello verde – Pensiero creativo
- Cappello azzurro – Pensiero controllato

Pensare una strategia da prospettive diverse può aiutare il soggetto a valutare il piano d'azione a tutto tondo e da punti di vista differenti, quindi di evidenziare eventuali punti critici o punti di forza che fino a quel momento non si erano tenuti in considerazione.

## Possibili limiti teorici del modello di gestione degli obiettivi
I modelli di gestione degli obiettivi qui proposti partono dal presupposto che qualsiasi obiettivo sia raggiungibile purché realistico, ben programmato e supportato da buone credenze. La persona, in quanto creatrice dell'obiettivo e del suo piano d'azione, viene vista come unico agente in grado di influenzare i propri processi cognitivi in funzione dell'arrivo a meta. Tuttavia non si considerano quei processi tipici della dinamica sociale che hanno il potere di influenzare sia la percezione del Sé che i valori di un individuo in quanto appartenente ad un gruppo sociale. 
Se ne citano alcuni per ampliare la prospettiva teorica sull'argomento facendo particolarmente riferimento all'orientamento sociologico. 
Tra i contributi classici sul Sé, merita attenzione il concetto di looking glass self, introdotto da Charles Horton Cooley e ripreso da altri autori come James e Mead, in base al quale l'interazione tra soggetti avrebbe un ruolo principale nel processo di formazione della propria identità. Ogni uomo pertanto formerebbe la sua identità a partire dall’io riflesso (l'immagine di sé) che percepisce negli altri e non solo dall'autopercezione.
Va inoltre detto che i comportamenti e l'impianto valoriale del singolo non sono impermeabili ad influenze esterne. In quanto appartenente a gruppi sociali, infatti, l'uomo viene costantemente influenzato dai valori e dalle credenze del gruppo sancite all'interno della struttura normativo-gerarchica del gruppo medesimo, attraverso un continuo interscambio e una costante negoziazione di comportamenti. È adottando un atteggiamento di conformismo che l'individuo si adatta alla posizione valorizzata dal gruppo. I motivi alla base di questo fenomeno sono vari: sicuramente la paura di sentirsi diversi o ridicoli. È il caso della compiacenza, cioè di quel tipo di conformismo adottato dal singolo che pubblicamente sposa la posizione del gruppo ma che interiormente continua a nutrire posizioni di tipo diverso. Nel caso dell'accettazione il singolo condivide la posizione del gruppo come forma per manifestare la sua sottomissione al giudizio collettivo. Infine, un individuo può conformarsi per convergenza nel caso in cui il suo adeguamento alla posizione gruppale è talmente forte da indurre un adeguamento anche a livello interiore. Ovviamente il fatto che l'uomo subisca le influenze del suo gruppo di appartenenza, e più in generale della società, nel processo di costruzione della sua identità e dei suoi valori non significa che sia condizionato totalmente da essi. In alcuni casi possono prendere luogo dinamiche di tipo opposto in cui sarà il singolo ad apportare valore di innovatività nel gruppo, attraverso l'introduzione di nuovi valori. 
In considerazione di questo, va quindi tenuto conto che ogni processo di gestione degli obiettivi andrà sempre contestualizzato all'interno della realtà e della cultura del gruppo sociale cui l'individuo appartiene.